# الکساندرا تایدینگز
الکساندرا تایدینگز (انگلیسی: Alexandra Tydings؛ زادهٔ ۱۵ دسامبر ۱۹۷۲) یک هنرپیشه اهل ایالات متحده آمریکا است.
او در فیلم شکارچی آفتاب بازی کرده‌است.